# Elvaprickig kustpiga
Elvaprickig kustpiga (Coccinella undecimpunctata) är en skalbaggsart som beskrevs av Carl von Linné 1758. Den ingår i släktet Coccinella och familjen nyckelpigor.

## Beskrivning
Arten har svart huvud, svart halsköld med vita markeringar framtill på sidorna samt röda täckvingar med 7 till 11 svarta fläckar. Ibland kan de svarta fläckarna vara omgivna av en smal, gul ring. Benen är svarta. Äggen är gula, och larven är lång och mörkgrå, med sex gångben och rader av svarta utskott längs ryggen. De äldre larverna har dessutom ljusa markeringar på en del kroppssegment. Kroppslängden är 4 till 5 mm.

## Utbredning
Utbredningsområdet omfattar Europa, Nordafrika och österut via Ukraina, Moldavien, Kaukasus till Kazakstan och Sibirien, samt sydöst via Mongoliet, Kina och Afghanistan till Pakistan och norra Indien. Arten har dessutom införts till USA, Nya Zeeland och Australien, där den finns i Western Australia och Tasmanien. I Sverige förekommer arten längs väst- och sydkusten, samt längs östkusten upp till Öland och Gotland; norr därom endast enstaka fynd. I Finland har fynd gjorts över större delen av landet, från Åland och sydvästkusten till Lappland.

## Ekologi
Den elvaprickiga kustpigan förekommer nära kuster (arten är salttålig), vid floder, på ängar och andra gräsmarker, i stenbrott, vid skogsbryn, i detritus och på ruderatmarker. Arten lever bland annat av bladlöss, gärna sådana som lever på saltmarksväxter. Den tar också andra insekter; larverna kan även ägna sig åt kannibalism.
Arten övervintrar, gärna i stora grupper, under barkspringor, i sprickor i trävirke, bland täta barr och vissna löv samt i byggnader. Värdträd kan vara cypressväxten Platycladus orientalis, soforan Sophora tetraptera och montereytall.

## Bildgalleri

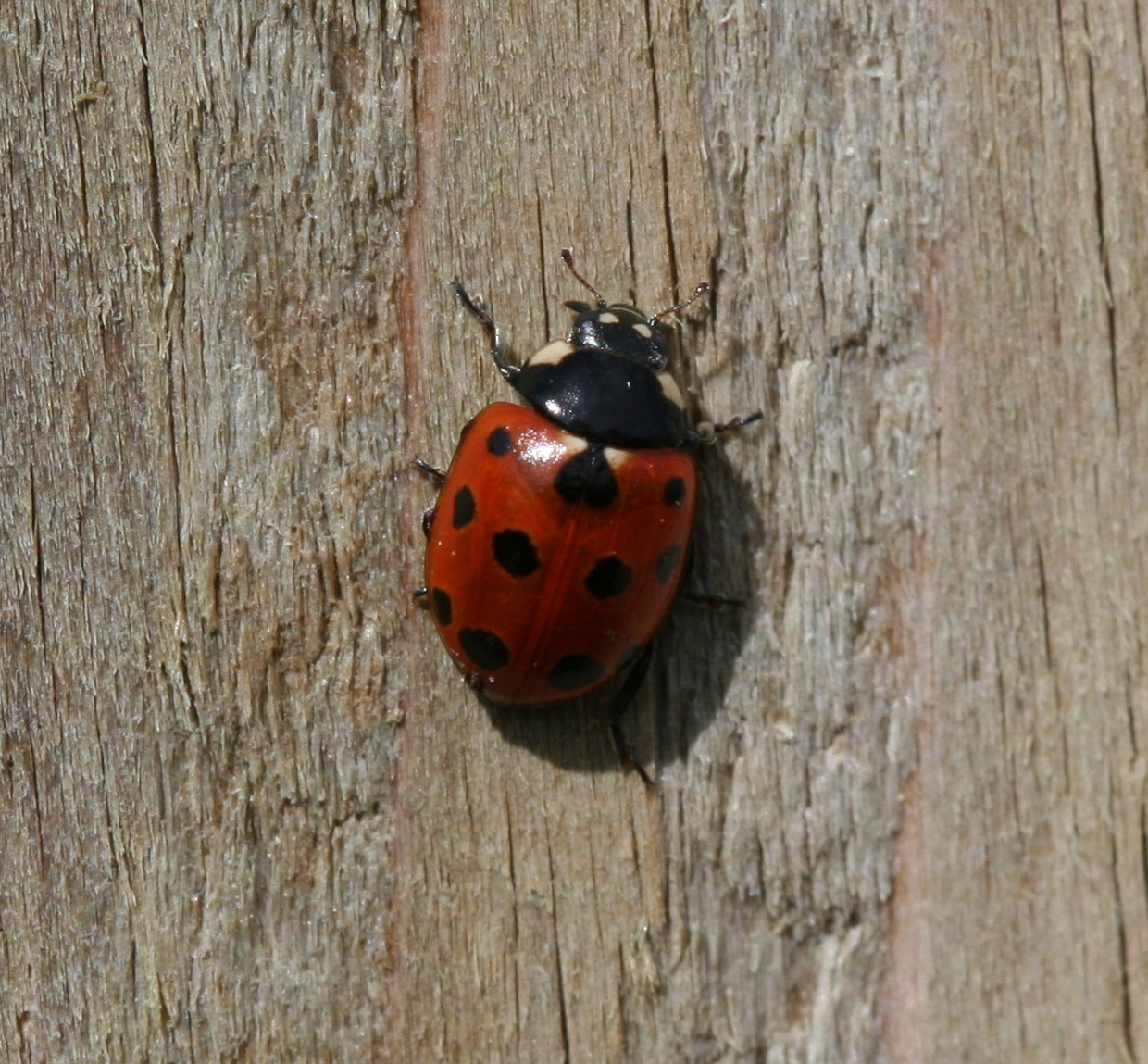
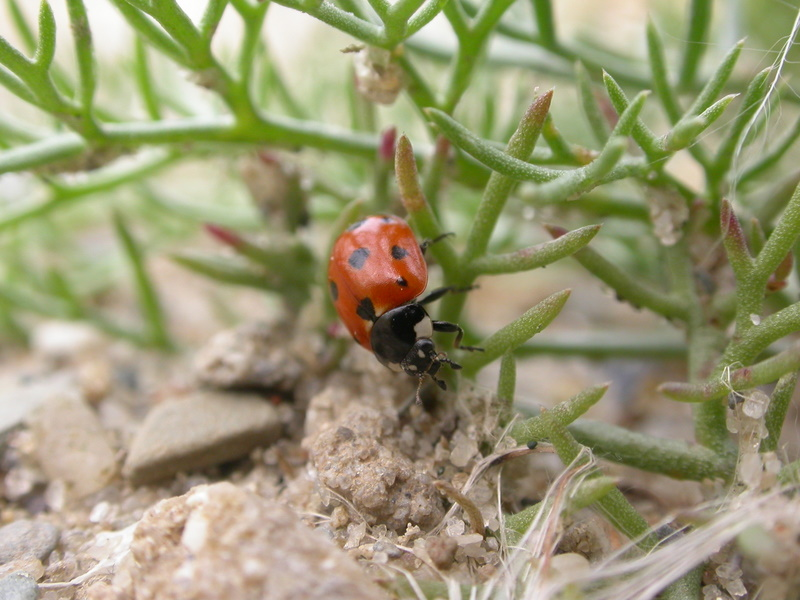
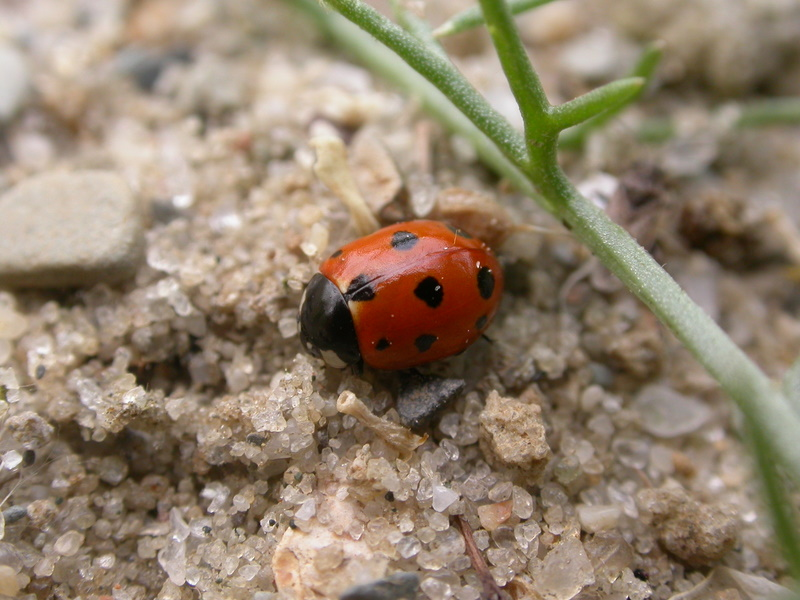
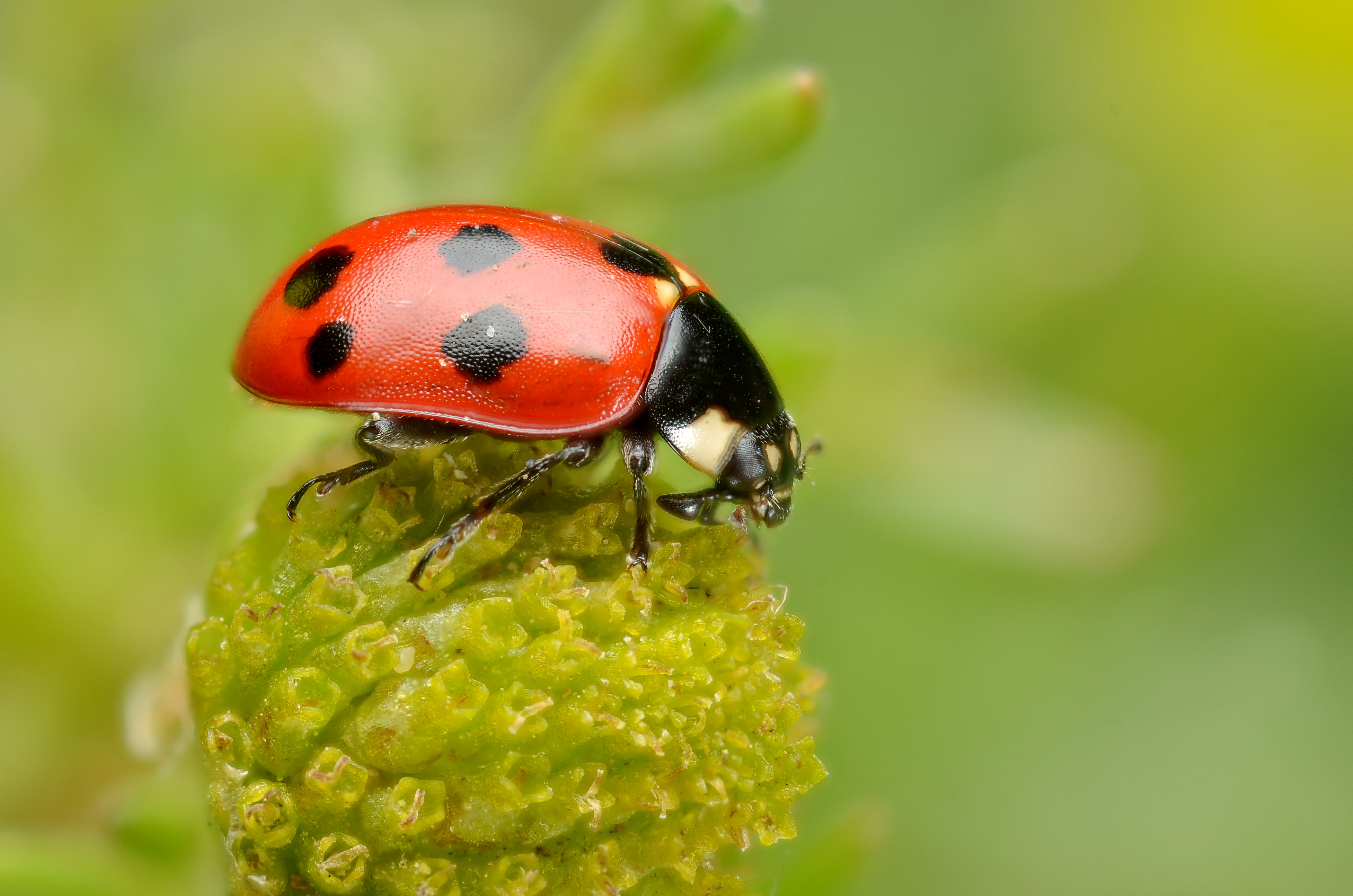
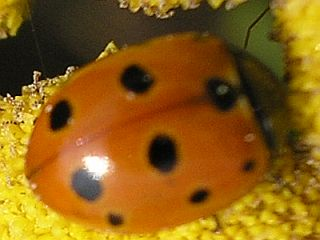
Varietet med gula ringar kring de svarta fläckarna